# Arciprestazgo de Chacao
Es una porción o territorio de la Arquidiócesis de Caracas, con la intención de favorecer la pastoral y la comunión entre las parroquias que la conforman.

## Territorio
Comprende el municipio Libertador de la CIudad de Caracas y municipio Chacao del Estado Miranda.

## Parroquias
El Arciprestazgo de Chacao está conformado por las siguientes parroquias eclesiásticas. 
| ARCIPRESTAZGO DE CHACAO                                    | ARCIPRESTAZGO DE CHACAO | ARCIPRESTAZGO DE CHACAO            | ARCIPRESTAZGO DE CHACAO                                            |
| Parroquia                                                  | Fecha de Fundación      | Párroco                            | Dirección                                                          |
| ---------------------------------------------------------- | ----------------------- | ---------------------------------- | ------------------------------------------------------------------ |
| San José de Chacao                                         | 1769                    | Pbro. Reinaldo Sergio Gamez        | Plaza Bolívar, Chacao, Caracas.                                    |
| Inmaculada Concepción De María                             | 1877                    | Pbro. Nicola Villano               | Av. Francisco Solano, Sabana Grande, Caracas.                      |
| Santa Rosa de Lima                                         | 1952                    | Pbro. Mario Mansilla (Ordinariato) | Av. Libertador, Sector Quebrada Honda, Urb Los Caobos, Caracas.    |
| Aparición de Ntra Sra de Coromoto San Rafael de la Florida | 1954                    | Ilmo. Mons. Francisco Terán        | Av. Las Lauras con Av. Los Claveles La Florida, Caracas.           |
| Inmaculado corazón de María.                               | 1957                    | Pbro. Gaspere Salerno              | Av. Sojo, Urb. El Rosal, Caracas.                                  |
| San Judas Tadeo                                            | 1960                    | R.P. Luis Antonio Salazar, OFMcap  | Final Av. Andrés Bello c/c Los Jabillos, Urb. La Florida, Caracas. |
| Buen Pastor                                                | 1964                    | Pbro. Carlos Márquez               | Av. Coromoto, Urb. Bello Campo, Caracas.                           |
| San Juan Bosco                                             | 1982                    | R.P. Álvaro Salas, SDB             | Av. San Juan Bosco con 7.ª Transversal, Altamira.                  |
| Nuestra Señora de Pompei                                   |                         | Padres Escalabrinianos             | Alta Florida                                                       |

### Obispo encargado
Cada zona pastoral o arciprestazgo está a cargo de la guía pastoral del Arzobispo de Caracas, como padre y pastor de la Iglesia local, ayudado por un obispo auxiliar puede ejercer la guía de la mejor manera, por el arciprestazgo de Chacao el obispo de la zona es el Excmo. Mons. Tulio Luis Ramírez Padilla.

## Arcipreste
En consejo de padres del arciprestazgo se escoge por votación a uno de los párrocos, para que junto con el obispo de la zona logren una mejor comunión en las actividades, criterios y proyectos de pastoral. 

### Arciprestes[1]
| N.º | Nombre y Apellidos                | Párroco de         | Periodo como arcipreste          |
| --- | --------------------------------- | ------------------ | -------------------------------- |
| 1   | Pbro. Juan Carlos Benites Esteves | San José de Chacao | Octubre de 2015 - agosto de 2018 |
| 2   | Pbro. Reinaldo Gamez Freites      | San José de Chacao | Enero de 2019 hasta la fecha     |
| 3   |                                   |                    |                                  |

## Comunidades religiosas

### De talante masculino
1. Jesuitas (Colegio San Ignacio, Chacao)
2. Salesianos (Colegio Don Bosco, Altamira)
3. Dominicos (Colegio Santo Tomás de Aquino, campo alegre)
4. Orden de Frailes Menores Capuchinos (Colegio San Antonio y parroquia San Judas Tadeo de la Florida)
5. Padres Escalabrinianos (Parroquia Ntra Sra de Pompei)

### De talante femenino
1. Salesianas (Colegio María Auxiliadora, Altamira)
2. Hermanas Franciscanas (Colegio Ntra Sra de Guadalupe, el Recreo)[2]
3. Esclavas de Cristo Rey (Colegio Cristo Rey, Altamira)
4. Dominicas (Colegio Fátima, Palos Grandes)
5. Carmelitas de Madre Candelaria.
6. Compañía de Santa Teresa (Colegio Teresiano, La Castellana)